# Pietro Annigoni

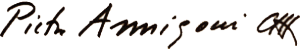
La firma di Annigoni

Meldola (FC), 1966: Annigoni riceve una caveja in ferro battuto da Tonino Simoncelli, organizzatore della mostra, alla presenza del sindaco Aurelio Strada.

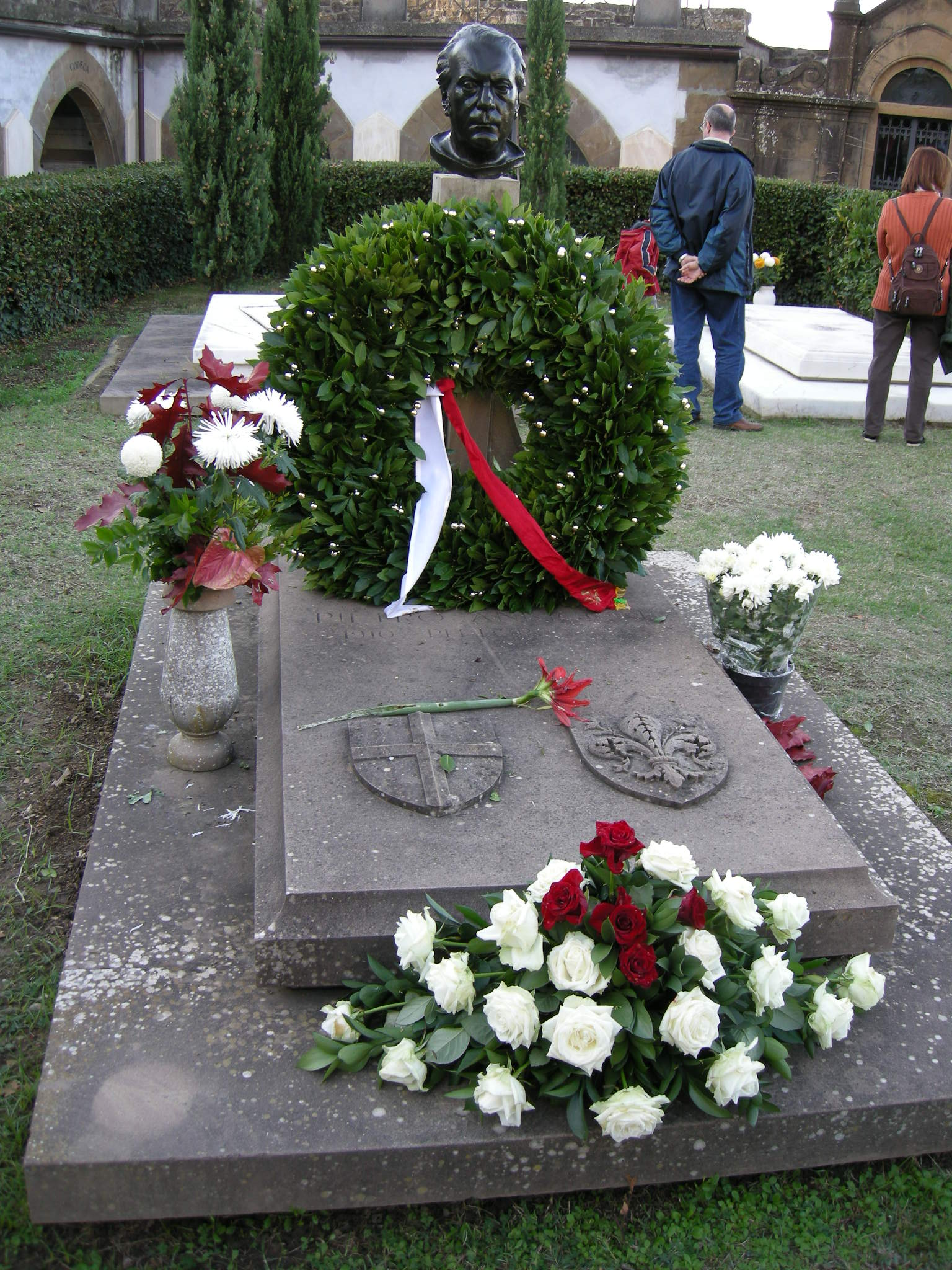
La tomba di Annigoni al cimitero delle Porte Sante a Firenze

Pietro Annigoni (Milano, 7 giugno 1910 – Firenze, 28 ottobre 1988) è stato un pittore italiano, soprannominato dalla stampa del suo tempo “il pittore delle regine”.

## Biografia

### Attività artistica
Frequenta il Regio Liceo Ginnasio Giuseppe Parini di Milano e passa molte ore alla Biblioteca Ambrosiana per cercare di apprendere la tecnica dei disegni di Leonardo da Vinci.
Nel 1925 gli Annigoni si trasferiscono a Firenze per motivi di lavoro del padre di Pietro, ingegnere: ottiene la maturità classica presso l'Istituto degli Scolopi e i genitori gli danno l'autorizzazione di frequentare l'Accademia di belle arti con i professori Carena e Graziosi, perfezionando gli studi, poi, con lunghi viaggi, anche all'estero.
La sua prima mostra personale viene allestita nel 1932, presso palazzo Perroni. Fin dall'inizio si caratterizza per uno stile fedele alla realtà.
Durante gli anni della seconda guerra mondiale, la famiglia Annigoni con Pietro fu accolta in casa di Alido Michelozzi a Serravalle Pistoiese.
Nel 1947 con Gregorio Sciltian e i fratelli Xavier e Antonio Bueno, è tra i firmatari del manifesto dei pittori moderni della realtà, del quale entra a far parte anche il pittore fiorentino Alfredo Serri. Servendosi con grande maestria dell'uso di antiche tecniche pittoriche (famose le sue tempere grasse) utilizzate nel Rinascimento, costruisce il suo percorso artistico in netto contrasto con gli stili pittorici propri del Modernismo e del Postmodernismo in voga negli anni della sua attività. Resta fedele al Realismo sino alla morte.
Una tale predilezione per il vero, lo pone velocemente in risalto nel campo della ritrattistica, dove chiaramente il committente vuol potersi riconoscere. La fama cresce negli ambienti nobiliari d'Italia. Nel 1949 si reca nel Regno Unito, dove realizza alcuni ritratti dei reali inglesi e di altri personaggi celebri, sino a che, nel 1955, riceve l'ambita commissione di ritrarre la regina Elisabetta II. (National Portrait Gallery, Londra). Accetta, dopo aver concordato, per l'esecuzione, una serie di pose in studio. Ne riceverà grande notorietà. Il ritratto apparirà anche sui francobolli e su una banconota di Mauritius. Egualmente rilevanti, ma forse meno noti, quelli eseguiti per papa Giovanni XXIII, John Fitzgerald Kennedy, Filippo di Edimburgo, la principessa Margaret, la regina madre, Alcide De Gasperi, Mohammad Reza Pahlavi con l'imperatrice Farah (in occasione dell'incoronazione avvenuta nel 1967), Margherita II di Danimarca e molti altri.
Nonostante sia ricordato come "Il pittore delle regine", ebbe grande predilezione nel ritrarre anche "persone meno agiate e famose", in cui era abile nel descriverne fedelmente tanto l'aspetto esteriore quanto l'interiore.
Dal 1966 al 1988, la sua attività si caratterizza per un susseguirsi di mostre prestigiose, fra cui molte alla Royal Academy di Londra, mentre in Italia si ricordano, per il notevole successo ottenuto, quelle di Milano (Galleria Cortina, 1968, e Galleria Levi, 1971). Fra un'esposizione e l'altra, non manca di dedicarsi ad una delle sue grandi passioni: l'arte dell'affresco.
Sono suoi gli affreschi:
- nella ricostruita basilica dell'Abbazia di Montecassino:  sulla facciata interna la Gloria di San Benedetto, di 35 m2, Abramo, Mosè;
- nella cupola è affrescata la morte di Santa Scolastica, la morte di San Benedetto, la visione di San Benedetto;
- nei pennacchi della cupola, vi ha raffigurato le allegorie dei voti monastici: la castità con in mano la lampada; la stabilità con l'ancora e la colonna; la povertà che si appoggia alla croce e lascia cadere il denaro; l'obbedienza (il cui bozzetto originale è nel museo) in atteggiamento d'ascolto;
- a Firenze nel convento di San Marco (Discesa dalla Croce - Morte di Abele);
- in Piazza del Duomo a Firenze sulla facciata del palazzo della Misericordia, proprio di fronte al campanile di Giotto (La Carità - rappresentazione di un confratello che trasporta un infermo con la tradizionale zana);
- nella cappella delle benedizioni della basilica di Sant'Antonio di Padova;
- nella Propositura di San Michele Arcangelo di Ponte Buggianese con l'aiuto della allieva Lucia Mongardi[7];
- nel Duomo di Mirandola realizzò nel 1983 una Crocefissione in una cappella della navata sinistra, a ricordo del padre Ricciardo nato a Mirandola nel 1870 e morto a Firenze nel 1944;[8]
- nella chiesa di S.Martino a Castagno d'Andrea (frazione di San Godenzo), il grande Crocifisso, fra la Madonna e San Giovanni, del 1958 con l'aiuto dell'allievo Mario da Corgeno.[9]
- nella Basilica di Sant'Antonio a Padova,  ciclo di affreschi sulla vita del santo., grande crocifisso;
- a Stia, in una nicchia accanto alla Pieve di Santa Maria Assunta, un affresco che ritrae san Francesco;
- ed in molti altri luoghi.

Nella chiesa di San Lorenzo in Firenze si ammira una pala d'altare raffigurante San Giuseppe lavoratore col Bambino. Altra tavola rappresentante, invece, l'abate Desiderio che riceve la regola da san Benedetto, si trova nella navata sinistra dell'abbazia di Montecassino, dove sono custodite le spoglie dello stesso papa Vittore III.
A Dovadola, nell'appennino forlivese, si trova un suo celebre ritratto di Benedetta Bianchi Porro, conservato nel museo a lei dedicato.
A Frisa in provincia di Chieti, presso il Santuario della Madonna del Popolo sull'altare maggiore campeggia il suo ritratto della Vergine con bambino, da lui donato, dopo il furto, nel 1981, dell'icona sacra.
Una delle sue opere più importanti è il ciclo pittorico della chiesa parrocchiale di San Michele Arcangelo a Ponte Buggianese. Vi ha lavorato dal 1967 sino alla morte, con l'aiuto di vari allievi. Nel 2008 è stato aperto a villa Bardini a Firenze il "Museo Pietro Annigoni".
Il pittore morì, all'età di 78 anni, il 28 ottobre 1988 ed è sepolto nel cimitero delle Porte Sante, a San Miniato al Monte.